# Arizona (pel·lícula de 1940)
 Arizona  (títol original: Arizona) és una pel·lícula estatunidenca dirigida per Wesley Ruggles el 1940. Ha estat doblada al català

## Argument
Arizona, 1860, en la petita ciutat en construcció de Tucson: arriba una nova comitiva de pioners, portat per Peter Muncie. Aquest coneix de Phoebe Titus, una "matrona" que s'associa amb el comerciant Solomon Warner, per crear una empresa d'escolta de les mercaderies, per tal de contrarestar la de Lazarus Ward que té tarifes massa elevades. Un nou vingut, el "dandi" Jefferson Carteret, imposa a Ward una "associació" i s'alia amb una tribu d'Apatxes per atacar les comitives de la jove. Però aquesta pot comptar amb l'ajuda de Muncie que està enamorat d'ella.

## Repartiment
- Jean Arthur: Phoebe Titus
- William Holden: Peter Muncie
- Warren William: Jefferson Carteret
- Porter Hall: Lazarus Ward
- Edgar Buchanan: El jutge Bogardus
- Paul Harvey: Solomon Warner
- George Chandler: Haley
- Byron Foulger: Pete Kitchen
- Regis Toomey: Grant Oury
- Paul Lopez: Estevan Ochoa
- Colin Tapley: Bart Massey
- Uvaldo Varela: Hilario Callego
- Earl Crawford: Joe Briggs
- Griff Barnett: Sam Hughes
- Ludwig Hardt: Meyer
- Pat Moriarity: Terry
- Frank Darien: Joe
- Syd Saylor: Timmins
- Wade Crosby: Longstreet
- Frank Hill: Mano
- Nina Campana: Teresa
- Addison Richards: El capità Hunter

## Al voltant de la pel·lícula
Petit clàssic del western que toca tots els registres, des de la comèdia al drama romàntic, passant per les accions trepidants. El mateix director va fer un remake el 1954 titulat Destry, amb Audie Murphy. Hi ha una primera versió del 1922, amb Tom Mix

## Nominacions
- 1941: Oscar a la millor banda sonora per Victor Young
- 1941: Oscar a la millor direcció artística per Lionel Banks i Robert Peterson